# Вінітай (Аляска)
Вінітай (англ. Venetie) — переписна місцевість (CDP) в США, в окрузі Юкон-Коюкук штату Аляска. Населення — 205 осіб (2020).

## Географія
Вінітай розташований за координатами 67°1′14″ пн. ш. 146°22′31″ зх. д. / 67.02056° пн. ш. 146.37528° зх. д. (67.020608, -146.375155).  За даними Бюро перепису населення США в 2010 році переписна місцевість мала площу 60,41 км², уся площа — суходіл.

## Демографія
Згідно з переписом 2010 року, у переписній місцевості мешкало 166 осіб у 61 домогосподарстві у складі 41 родини. Густота населення становила 3 особи/км².  Було 85 помешкань (1/км²).
Расовий склад населення:
| - 91,6 % — корінних американців - 1,8 % — білих - 0,6 % — азіатів |

До двох чи більше рас належало 6,0 %. Частка іспаномовних становила 1,8 % від усіх жителів.
За віковим діапазоном населення розподілялося таким чином: 31,9 % — особи молодші 18 років, 61,5 % — особи у віці 18—64 років, 6,6 % — особи у віці 65 років та старші. Медіана віку мешканця становила 30,5 року. На 100 осіб жіночої статі у переписній місцевості припадало 151,5 чоловіків;  на 100 жінок у віці від 18 років та старших — 151,1 чоловіків також старших 18 років.
Середній дохід на одне домашнє господарство  становив 33 388 доларів США (медіана — 27 500), а середній дохід на одну сім'ю — 34 858 доларів (медіана — 25 000). Медіана доходів становила 37 500 доларів для чоловіків та 21 250 доларів для жінок. За межею бідності перебувало 53,1 % осіб, у тому числі 66,0 % дітей у віці до 18 років та 18,8 % осіб у віці 65 років та старших.
Цивільне працевлаштоване населення становило 47 осіб. Основні галузі зайнятості: публічна адміністрація — 31,9 %, освіта, охорона здоров'я та соціальна допомога — 29,8 %, будівництво — 19,1 %.